# Manuel Berná García
Manuel Berná García (Albatera, 22 augustus 1915 – 26 januari 2011) was een Spaans componist en dirigent.

## Leven
Berná García studeerde orkestdirectie, compositie en theoretische vakken. Hij werd dirigent van de Banda del Buc-Escola "Juan Sebastian Elcano", de Banda del Regiment d' Infanteria Sevilla n 40 in Cartagena. Verder was hij dirigent van het Orquesta Simfonica de Cartagena en van de Llaureada Banda de Musica del Terç Duc d'Alba II de la Llegio in Ceuta, alsook van het Orquesta Simfonica de Ceuta. Eveneens dirigeerde hij de Banda de Musica de l' Agrupacio d' Infanteria "San Quintin" in Valladolit en het Orquesta Simfonica Vallisoletana alsook het Orquesta Classica de Valladolit.
De befaamde Banda Municipal de Madrid, de Banda Sinfónica "Union Musical" de Lliria, het Symphonieorchester Baden-Baden (Duitsland) en de Banda del Centre Artístic Musical de Bétera heeft hij ook gedirigeerd.
Hij heeft talrijke onderscheidingen en prijzen op zijn naam staan, onder andere Creu de la 1ª Clase del Merit Militar, Creu Blanca d'Africa, Placa, Encomanda i Creu de La Real i Militar Orde de "San Hermenegildo", Membre d'Honor de l'Institut d'Estudis Alacantins. Op het ministerie van landsverdediging was hij Comandant en Cap de la Seccio de Musiques i Bandes. Van het Concurso Nacional de Marchas Procesionales "Ciudad de Orihuela" was hij president.

## Composities

### Werken voor banda (harmonieorkest)
- 1970: Misa legionaria
- 1980: Cristo del Amor
- Imágenes, suite Salzillo (bekrond met "Premio Maestro Villa" in 1974)
  1. El Ángel
  2. La Dolorosa
  3. Los Azotes
  4. San Juan
- 1995: Dar Riffien
- El novio de la muerte
- Periodista Hipólito
- Españoleando
- Bodas de plata
- Manolo Piné
- Daniel L' Horxater
- Poema sinfónico a Miguel Hernández
- Albatera
- Himno-Marcha de la Hermandad Legionaria
- Las gestas legionarias, poema sinfónico
- Manuel Cascales, paso-doble
- Así es Torrevieja
- Eres Marinerita

## Publicaties
- María Consuelo Giner Tormo en María Teresa Pertusa Rodríguez: MANUEL BERNÁ GARCÍA: VIDA Y OBRA.  Ayuntamiento de Albatera (Albatera). 2002. 344 p., ISBN 849234184X.

- Biblioteca Nacional de España: XX1075323
- Virtual International Authority File: 86706665
- WorldCat: E39PBJtRMVbhPV3jT6xBX4Dg8C